# Al-Shaab (Sanaa)
al-Shaab oder auch al-Sha'ab ist ein jemenitischer Fußballklub aus der Stadt Sanaa.

## Geschichte
Der Klub gewann in der Saison 1981/82 die Meisterschaft im Nordjemen. Nach der Wiedervereinigung des Landes, spielte der Klub auch wieder in der höchsten Spielklasse mit. Nach der Spielzeit 1993/94 steigt der Klub dann allerdings ab.
Zur Spielzeit 1996/97 kehrte der Klub für eine Runde zurück, stieg jedoch direkt wieder ab. Die nächste Rückkehr gelang zur Saison 1999/2000, in welcher man dann auch die Klasse für ein paar weitere Jahre halten konnte. So stieg die Mannschaft erst nach der Spielzeit 2002/03 wieder ab. Trotz einem sechsten Platz nach der Saison 2003/04 stieg der Klub aber direkt wieder auf und nach der folgenden Spielzeit mit weitem Abstand auch wieder ab.
Die nächste Rückkehr ins Oberhaus glückt dann nach der Saison 2007/08. Aber auch hier hatte man wieder überhaupt keine Chance und ging als Tabellenletzter direkt wieder runter. Ohne großes Umschweifen kehrte man aber wieder direkt zur Spielzeit 2010/11 zurück. Diesmal konnte man mit 29 Punkten über den vierten Platz auch die Klasse sehr souverän halten. Diese Stärke konnte aber nicht gehalten werden und man stieg nach der Folgespielzeit doch wieder ab. Mittlerweile hatte man sich schon längst den Status einer Fahrstuhlmannschaft eingehandelt. Diesem wurde man auch in der Saison 2013/14 gerecht als man wieder Aufstieg aber auch erneut mit größerem Abstand ans rettende Ufer wieder absteigen musste.
Nach der Militärintervention im Jahr 2015, durch die es sowieso keinen richtigen Spielbetrieb gab, nahm das Team in der erst einmal nur an kleineren Turnieren teil. Mit dem YFA Tournament 2019/20 gibt es dann erstmals wieder ein landesweit ausgespielte Turnier. In seiner lokalen Gruppe qualifizierte sich der Klub aber nicht für die Playoffs.

## Erfolge
- Yemeni League (1):
  - 1981/82 (Nord)